# Berlijnse Muur

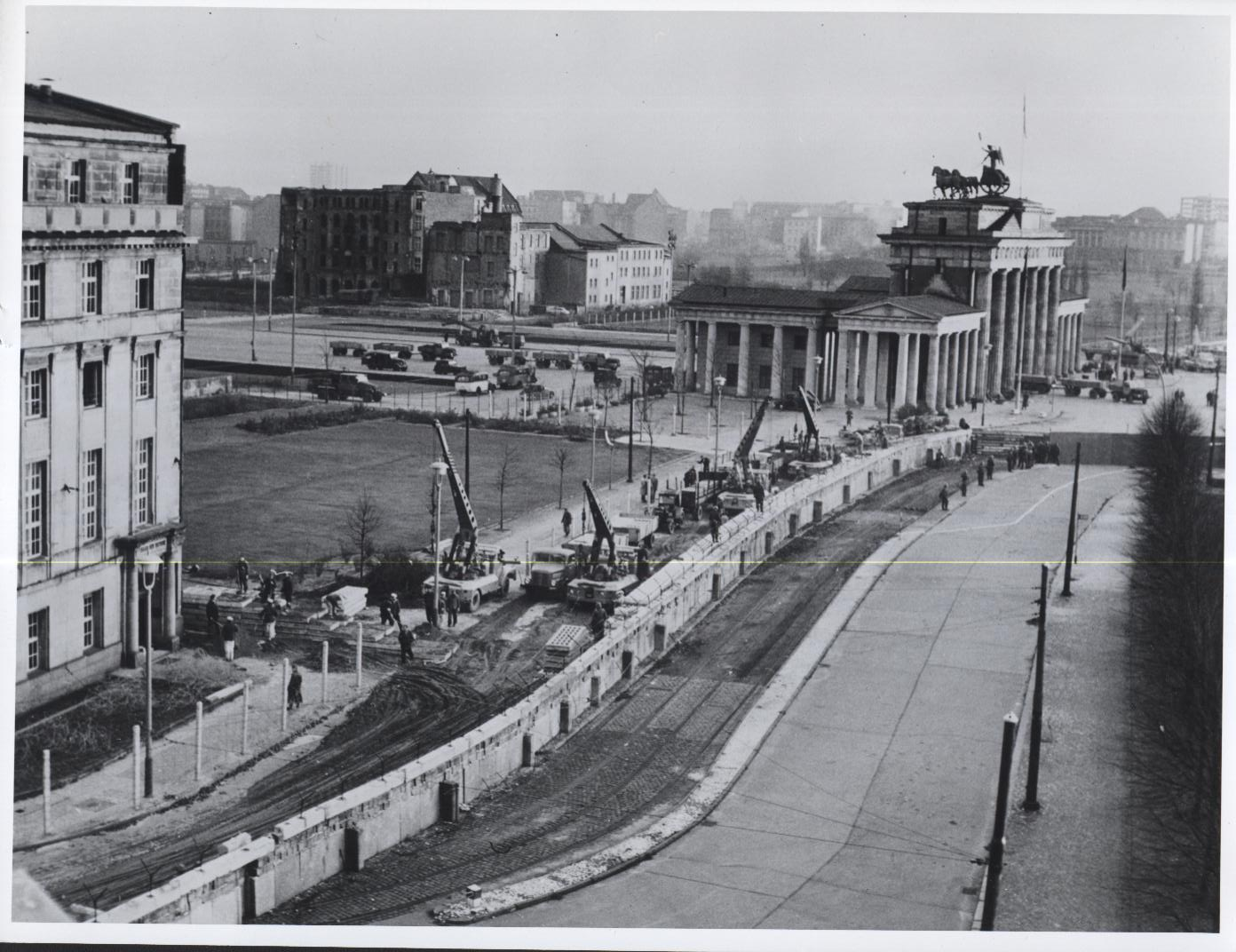
Versterking van de Muur in 1961

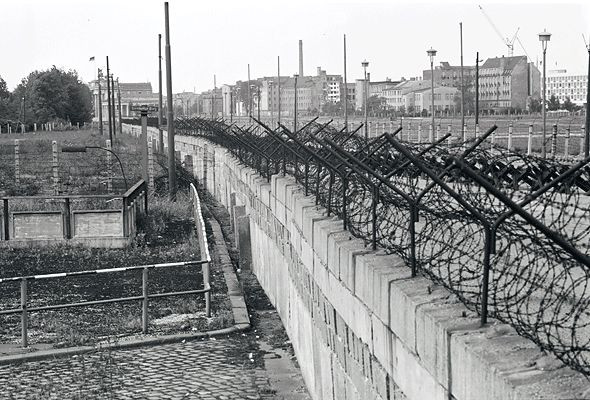
De Muur aan de Ebertstraße in 1965

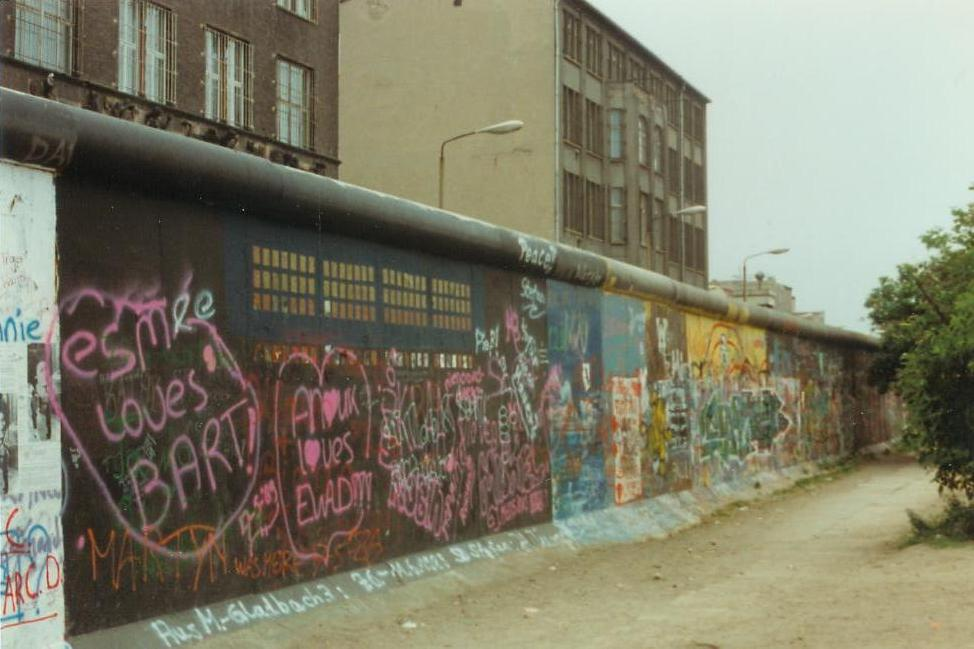
De Muur in juni 1989

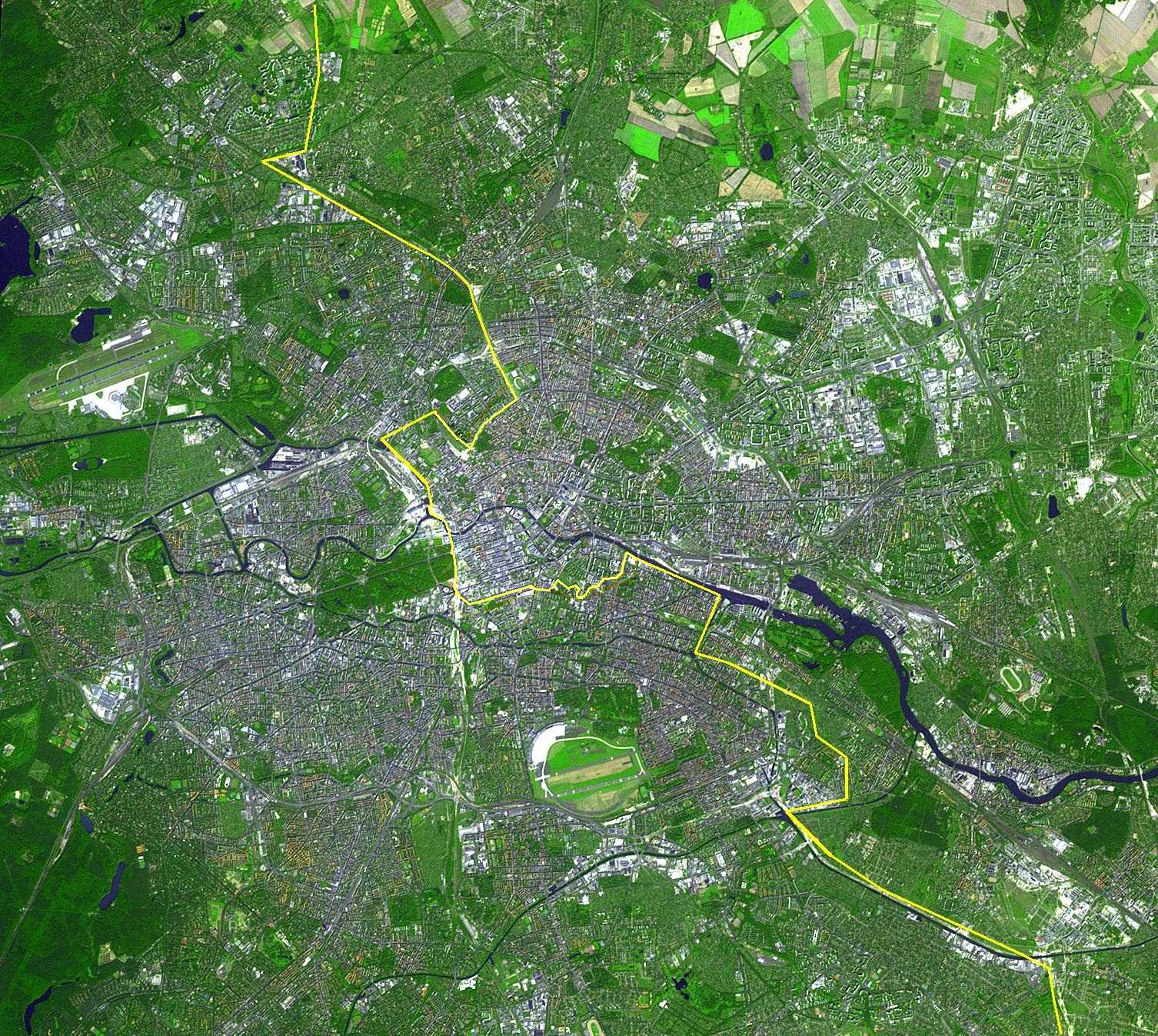
Ligging van de Berlijnse Muur op een satellietfoto

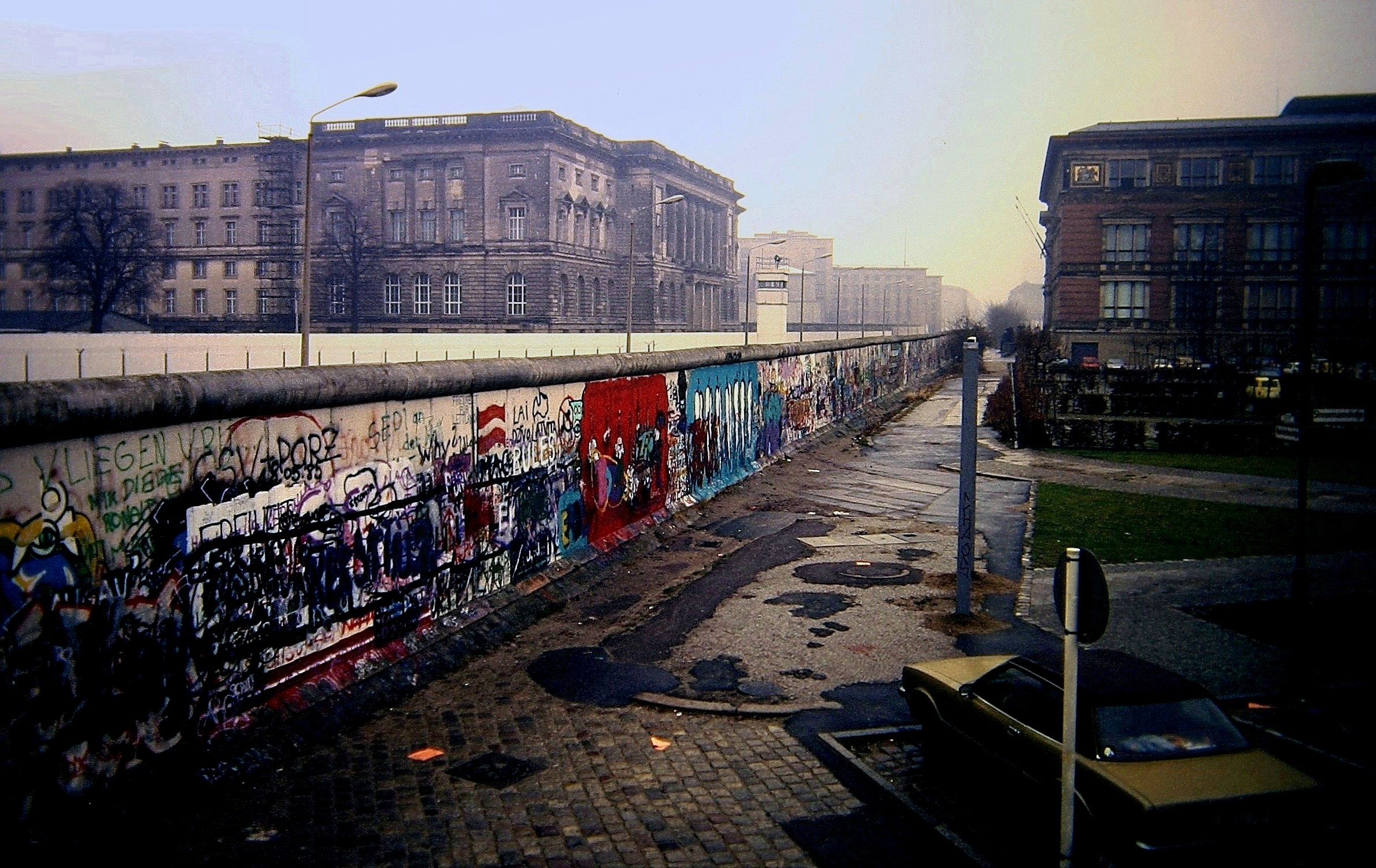
De muur aan de Niederkirchnerstraße in 1988

Onder de Berlijnse Muur (Duits: Berliner Mauer) verstaat men de tot 100 meter brede constructie van opeenvolgende obstakels die van 13 augustus 1961 tot 9 november 1989 West-Berlijn geheel omringde. Hiermee was dit deel van de stad geheel gescheiden van Oost-Berlijn en de rest van Oost-Duitsland. De totale grens rond West-Berlijn was een onderdeel van de Duits-Duitse grens en was 167,8 km lang, waarvan 45,1 km werd gevormd door de Berlijnse Muur. De Berlijnse Muur was het bekendste symbool van de Koude Oorlog en de deling van Duitsland. Tijdens vluchtacties bij de Berlijnse Muur zijn minstens 138 mensen om het leven gekomen. 

## Voorgeschiedenis

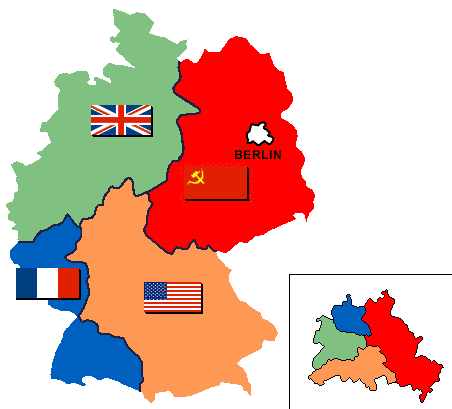
Verdeling van Duitsland en Berlijn in bezettingszones

Na het einde van de Tweede Wereldoorlog in 1945 werd Duitsland, volgens afspraken gemaakt tijdens de Conferentie van Jalta, opgedeeld in vier bezettingszones. De geallieerde machten (de Verenigde Staten, de Sovjet-Unie, het Verenigd Koninkrijk en Frankrijk) kregen elk een deel van het land toegewezen dat zij bezetten en voorlopig zouden besturen. Analoog hieraan werd ook de voormalige hoofdstad van het Derde Rijk verdeeld in vier sectoren. Het gebied dat Berlijn omringde behoorde evenwel in zijn geheel tot de Sovjet-zone, waardoor de Berlijnse sectoren van de overige geallieerde staten een enclave in door de Sovjet-Unie bezet gebied vormden.
Het einde van de Tweede Wereldoorlog had intussen het begin van de Koude Oorlog tussen "het Westen" en "het Oosten" ingeluid. Berlijn ging door de bijzondere politiek-territoriale verhoudingen een centrale plaats innemen in de strijd tussen de oostelijke en westelijke inlichtingendiensten. In 1948 kwam de Koude Oorlog met de Blokkade van West-Berlijn door de Sovjet-Unie tot een eerste hoogtepunt. Op 23 mei 1949 gingen de westelijke bezettingszones op in de Bondsrepubliek Duitsland (West-Duitsland); op 7 oktober van hetzelfde jaar werd de Duitse Democratische Republiek (Oost-Duitsland) gesticht op het grondgebied van de Sovjet- zone. Formeel bleef Berlijn een aparte status houden als van Duitse zijde gedemilitariseerde viersectorenstad, onafhankelijk van de twee Duitse staten. In de praktijk functioneerde West-Berlijn echter steeds meer als een deelstaat van de Bondsrepubliek en werd Oost-Berlijn zelfs tot Hoofdstad van de DDR uitgeroepen.
Reeds in de zomer van 1945 werd de grens tussen de bezettingszones in Berlijn afgebakend. Op sommige plekken plaatste men slagbomen en wit-gele houten palen, daarnaast werden felle kleurmarkeringen op bomen gebruikt. Om de zonegrens te overschrijden had men toestemming nodig; alleen voor pendelaars en boeren werd een zogenaamd klein grensverkeer ingevoerd. Op bevel van het Sovjet- militaire bewind werd een grenspolitiemacht opgebouwd, die op 1 december 1946 voor het eerst in actie kwam. Voor de grenspolitie werden er richtlijnen voor het gebruik van vuurwapens ingesteld. Voor reizen tussen de oostelijke en de westelijke sectoren moest men voortaan over een interzonepas beschikken. De eerste grensafzettingen werden aangelegd: in bosgebieden betrof dit vooral prikkeldraadbarrières, op wegen en straten werden barricades opgeworpen.
Sinds de oprichting van de DDR nam een steeds groter aantal burgers uit het oosten zijn toevlucht tot de Bondsrepubliek. In juli 1952 bereikte dit het voorlopig hoogtepunt van 10.000 vluchtelingen binnen een maand en in februari 1955 van 1000 per dag, uiteindelijk zelfs 200.000 in zes maanden. In 1956 werd bekendgemaakt dat ruim een kwart miljoen burgers de DDR had verlaten. Terwijl deze vluchtelingenstroom op gang kwam, begon men de Duits-Duitse grens van DDR-zijde af te sluiten met hekken, bewakingsposten en alarminstallaties. Langs de grens werd een vijf kilometer brede "verboden zone" ingericht, die men alleen mocht betreden met speciale toestemming, die vooral aan lokale bewoners werd verleend. Aan de grenszijde werd dit gebied afgesloten met een 500 meter brede bufferzone, gevolgd door een tien meter brede zwaarbewaakte strook direct aan de grens.
De dwars door dichtbevolkt gebied lopende sectorgrens tussen Oost- en West-Berlijn bleef echter relatief open, aangezien deze nauwelijks te bewaken was. Via de lekkende grens verlieten tussen 1949 en 1961 zo'n 2,6 miljoen mensen de DDR en Oost-Berlijn; van hen vluchtten er 47.433 nog in de laatste twee weken voor de bouw van de Muur. Ook voor vele Polen en Tsjechen was (West-)Berlijn een poort tot het Westen. Aangezien het daarbij grotendeels hoogopgeleide jonge mensen betrof, vormde deze uittocht een serieuze bedreiging voor de economie van de DDR en zou uiteindelijk zelfs het voortbestaan van het land in gevaar kunnen komen. Ongeveer 50.000 Oost-Berlijners werkten in West-Berlijn, terwijl ze onder financieel gunstige voorwaarden in Oost-Berlijn of de voorsteden in de DDR woonden. Op 4 augustus 1961 verplichtte het Oost-Berlijnse stadsbestuur de sectorforensen zich te registreren en hun huur voortaan in West-Duitse marken te betalen.
Reeds voor de bouw van de Muur controleerde de Oost-Duitse Volkspolizei de naar het westen van de stad lopende straten intensief op verdachte republiekvluchtelingen en smokkelaars. Veel West-Berlijners en in West-Berlijn werkende Oost-Berlijners konden in Oost-Berlijn goedkoop inkopen doen met de op de zwarte markt gunstig om te wisselen Oost-Duitse mark. Dit betekende een verdere verzwakking van de planeconomie van de DDR. De afgrendeling van de grens door middel van de Muur moest ervoor zorgen dat de leegloop van zowel middelen als personen uit de socialistische arbeiders- en boerenstaat definitief een halt toe werd geroepen.
De toenemende verwijdering tussen het Oosten en het Westen uitte zich op politiek gebied met een verscherping van de Koude Oorlog (wapenwedloop) en een constante diplomatieke strijd; op economisch gebied stelde het Westen een embargo op technologisch hoogwaardige producten (CoCom) tegen het Oostblok in. De grens was hierdoor meer dan een territoriale scheiding, hij was verworden tot een grens tussen tegenover elkaar staande politiek-ideologische, economische en culturele machtsblokken en invloedssferen.

## Bouw

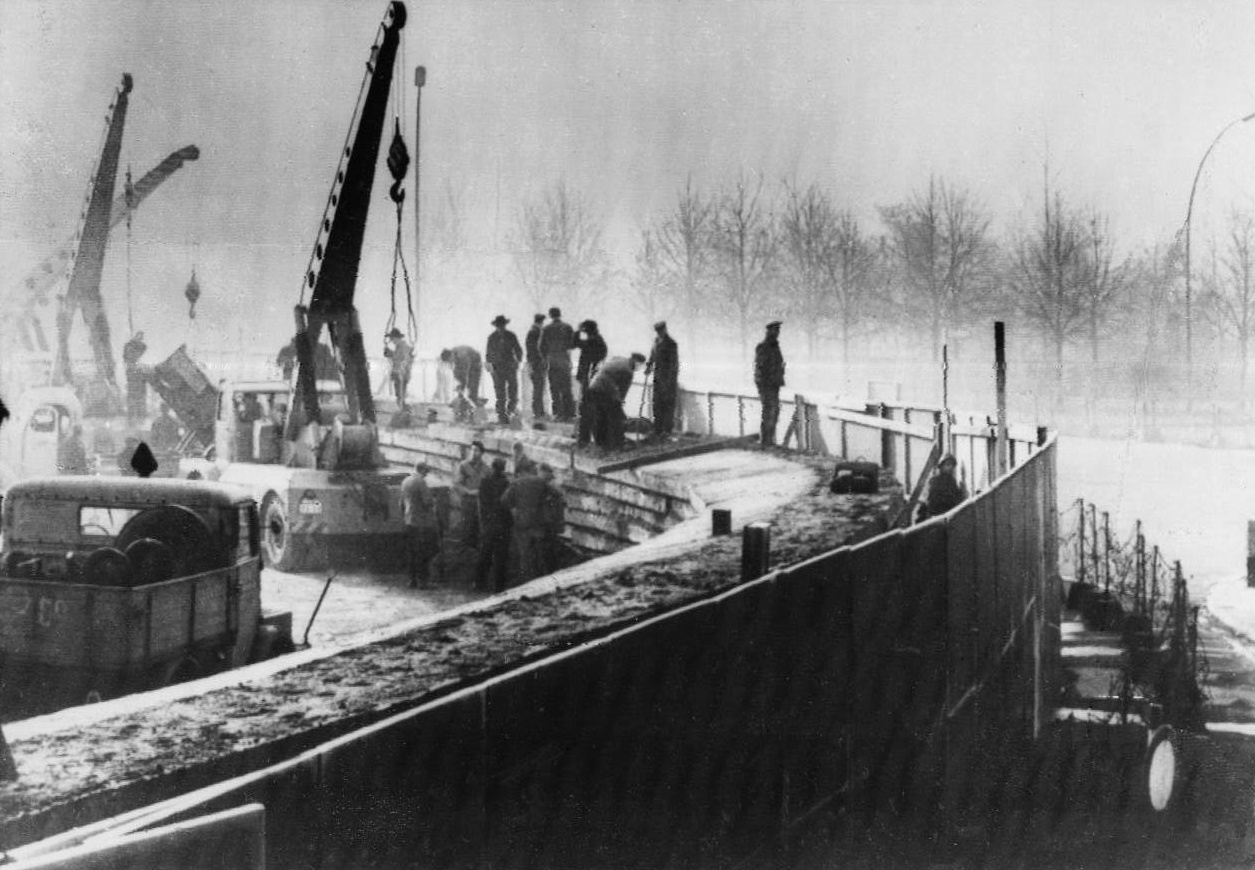
De bouw van de muur

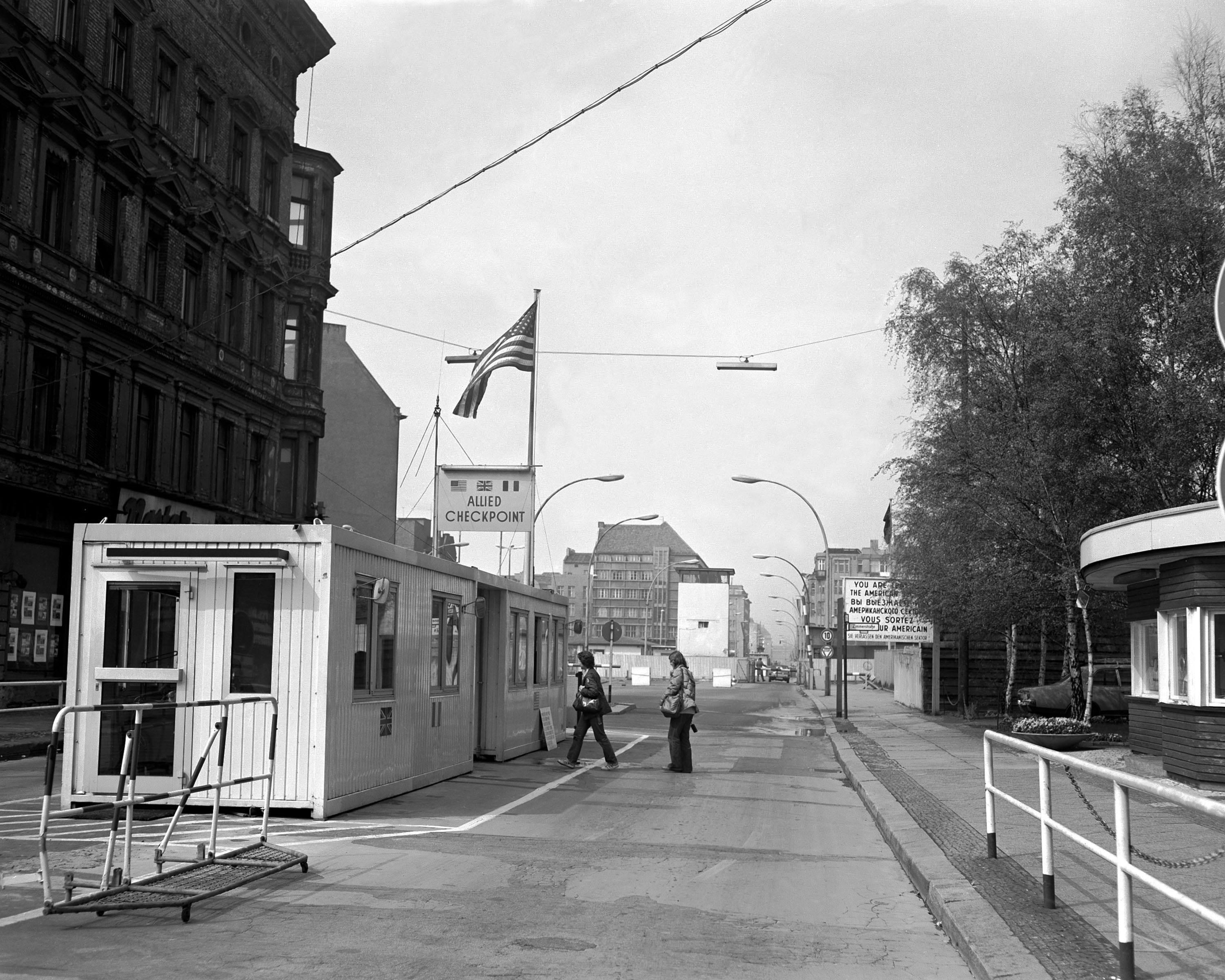
Checkpoint Charlie in 1977

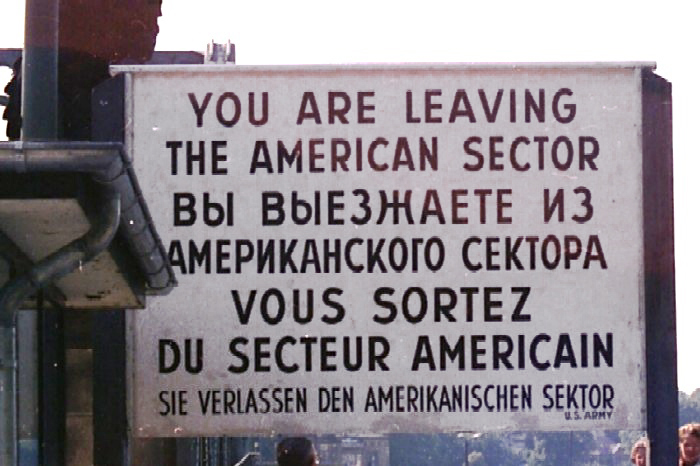
Het bord bij een checkpoint

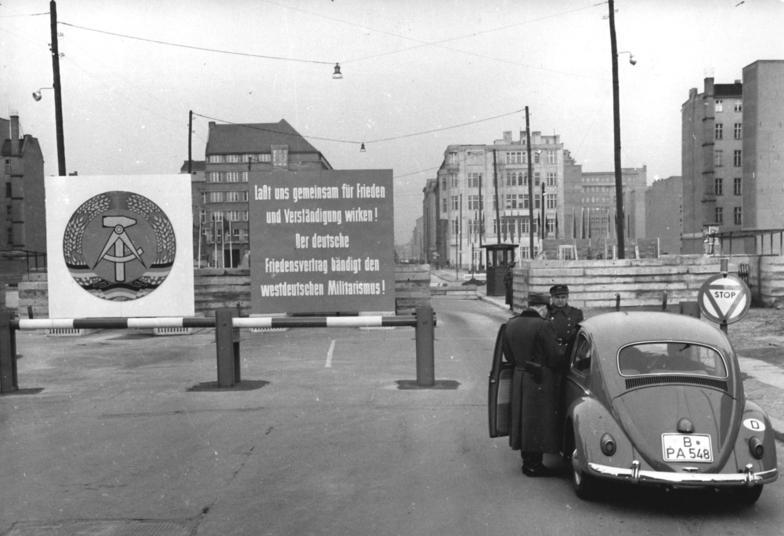
Slagboom en propaganda bij de toegang tot Oost-Berlijn

In 1961 besloten Walter Ulbricht en de Sovjetleider Nikita Chroesjtsjov een einde te maken aan de leegloop. In de nacht van 12 op 13 augustus werd begonnen met de bouw van de Berlijnse Muur. In enkele weken tijd werd een zwaarbewaakte betonnen hindernis met prikkeldraad opgeworpen rondom West-Berlijn. Er werden op zeven plaatsen doorgangsposten opengelaten. De Muur werd door de Oost-Duitse grenspolitie zwaar bewaakt. De strenge bewakers maakten van elke beweging een foto, soms zelfs van elkaar. De grenswachten hadden bevel om te schieten op mensen die probeerden de grens over te steken. Dit betekende overigens niet dat niemand meer probeerde te vluchten. Gedurende de bijna dertig jaar dat de Berlijnse Muur bestond, zijn talrijke pogingen ondernomen om uit de DDR te ontsnappen. Hierbij zijn naar schatting ongeveer tweehonderd doden gevallen. De eerste tweeënhalf jaar bleef de Muur potdicht, daarna ging hij langzamerhand op een kier voor bezoekers uit het Westen.
In de eerste paar jaren van zijn bestaan was de Muur nog lang niet perfect. Er zaten nog veel gaten en zwakke plekken, die snel door vindingrijke Oost-Berlijners werden gevonden. Aanvankelijk kon men eenvoudig naar het Westen vluchten via de ramen van de huizen die net op de grens stonden, met toestemming van de bewoners. Er werden in de loop der jaren vaak spectaculaire pogingen gedaan om over de Muur te klimmen, te vliegen en eronderdoor te graven. De creativiteit groeide, zoals kisten onder, en onzichtbare bergruimtes in auto's. Zo reed bijvoorbeeld een Oost-Berlijner met een shovel dwars door de Muur heen, en ook werden tunnels onder de Muur door gegraven. Toen de Muur steeds afschrikwekkender werd, konden sommige mensen het gevoel opgesloten te zijn moeilijk verdragen en kregen last van een syndroom dat Mauersyndrom, muurziekte, werd genoemd.
Als propaganda-instrument wist het Westen de Muur echter op waarde te schatten; uiteraard maakten de West-Duitse media er het meeste werk van. In het zicht van de DDR-grenswachten werd een grote foto opgesteld van een van hun collega's die de benen nam naar West-Berlijn. Aan de Muur werd een monument opgericht voor degenen die omkwamen bij hun vluchtpogingen, als Opfer des Stalinismus. Op het hoogtepunt van de Koude Oorlog bezocht de Amerikaanse president John F. Kennedy West-Berlijn op 26 juni 1963, waar hij zijn solidariteit met de inwoners van Berlijn betuigde door zijn beroemde woorden “Ich bin ein Berliner”. Later, op 12 juni 1987, riep president Ronald Reagan vanaf een platform met uitzicht op de Muur de Sovjet-president Michail Gorbatsjov op om de Muur neer te halen: "Tear down this wall!". Binnen tweeënhalf jaar zou het inderdaad zo ver zijn.
In de DDR-propaganda werd de Muur (net als trouwens de hele bewaking van de grens met de Bondsrepubliek) de antifaschistischer Schutzwall (antifascistische beschermingsmuur) genoemd. Die beschermingsmuur moest de DDR beschermen tegen “wegtrekken, infiltratie, spionage, sabotage, smokkel, uitverkoop en agressie uit het Westen”.

## Loop van de Muur

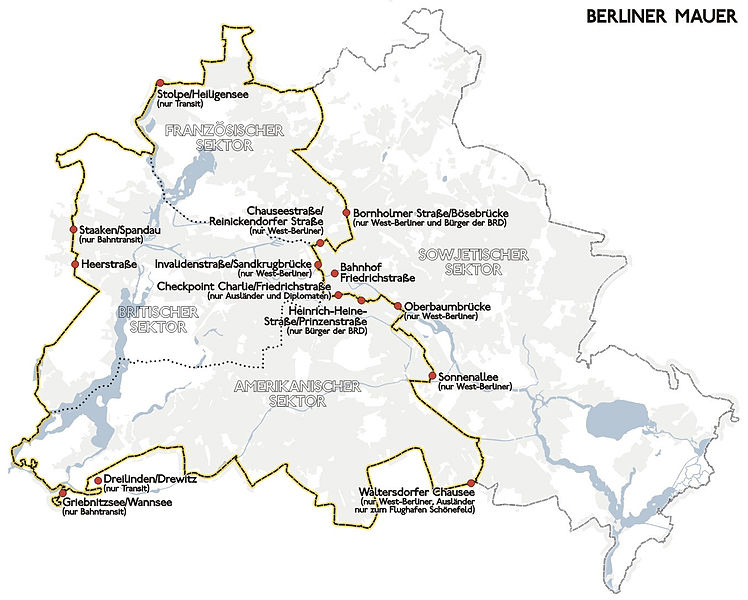
Kaart met het verloop van de Muur

De Berlijnse Muur stond in zijn geheel op grondgebied van de DDR. De arbeiders die de Muur bouwden, mochten immers niet op West-Berlijns grondgebied komen. Dit betekende in de praktijk dat als men vanuit het Westen naar de Muur liep, men feitelijk gezien al in de DDR was. Westerlingen trokken zich hier weinig van aan, getuige bijvoorbeeld de graffiti op de Muur. Een andere "liefhebberij" was het gooien van blikjes en ander afval over de Muur heen. Maar geheel zonder risico was het niet. Oost-Duitse grenswachten konden via poortjes in de Muur aan de westzijde van de Muur komen en de westerlingen weren of oppakken. Voor zover bekend is dit echter slechts sporadisch gebeurd. Het gebied Lenné-Dreieck behoorde tot de DDR, maar was alleen vanuit West-Berlijn toegankelijk, omdat de Muur via de Ebertstraße om dit stukje grond heen gebouwd was.

## Val van de Muur in 1989

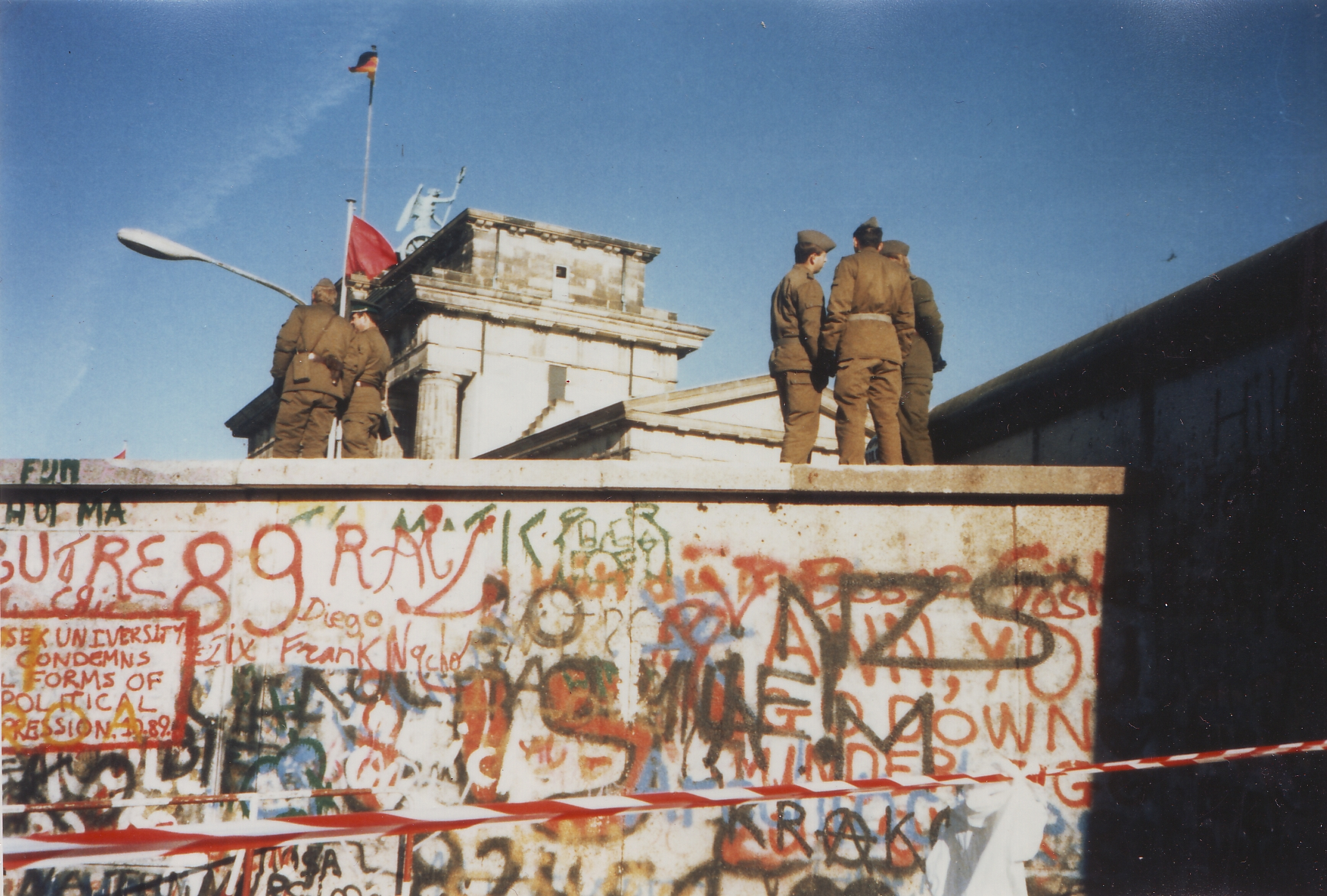
De Muur op 16 november 1989, daarachter de Brandenburger Tor: Twee symbolen van stadsdeling

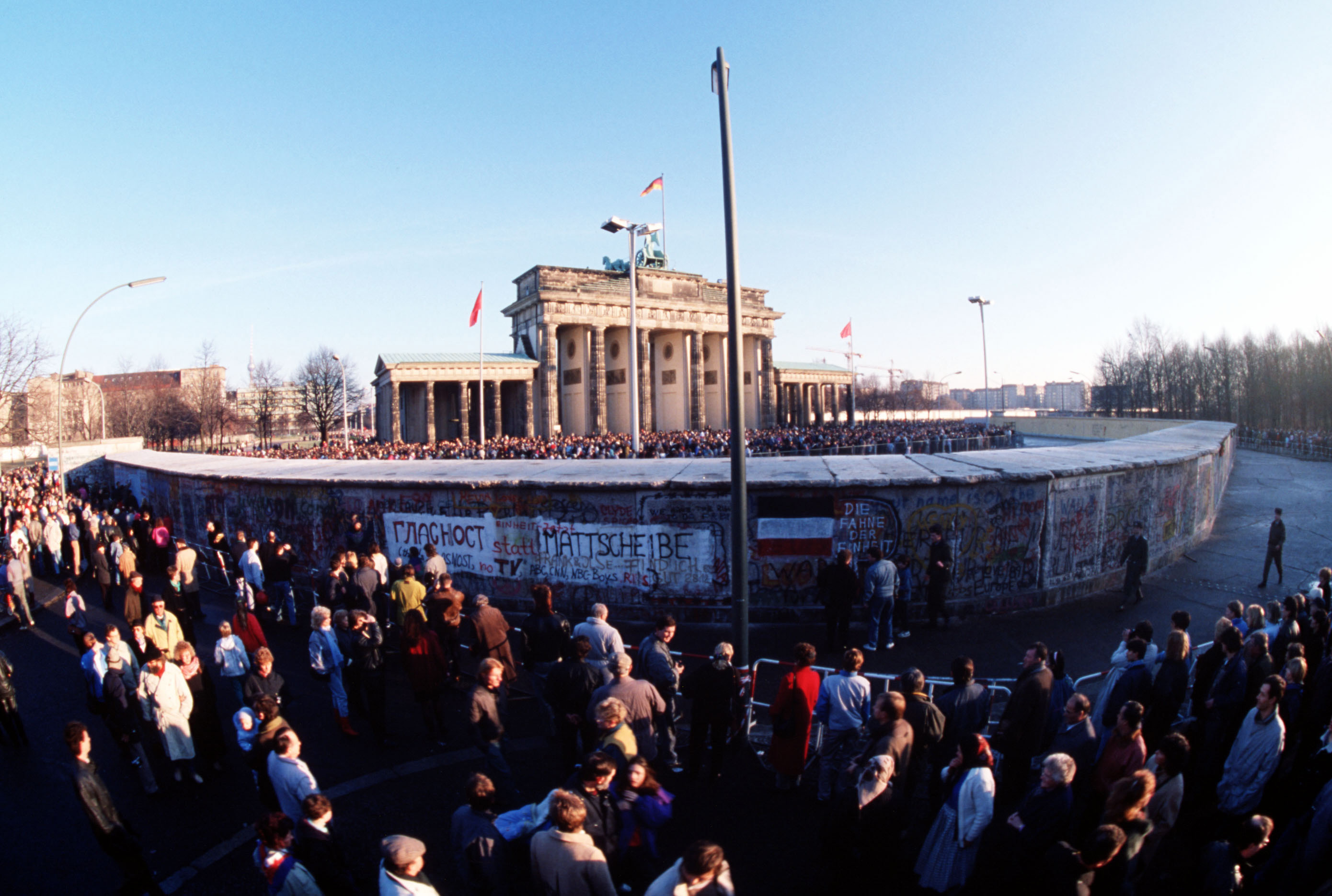
De Muur bij de Brandenburger Tor op 1 december 1989

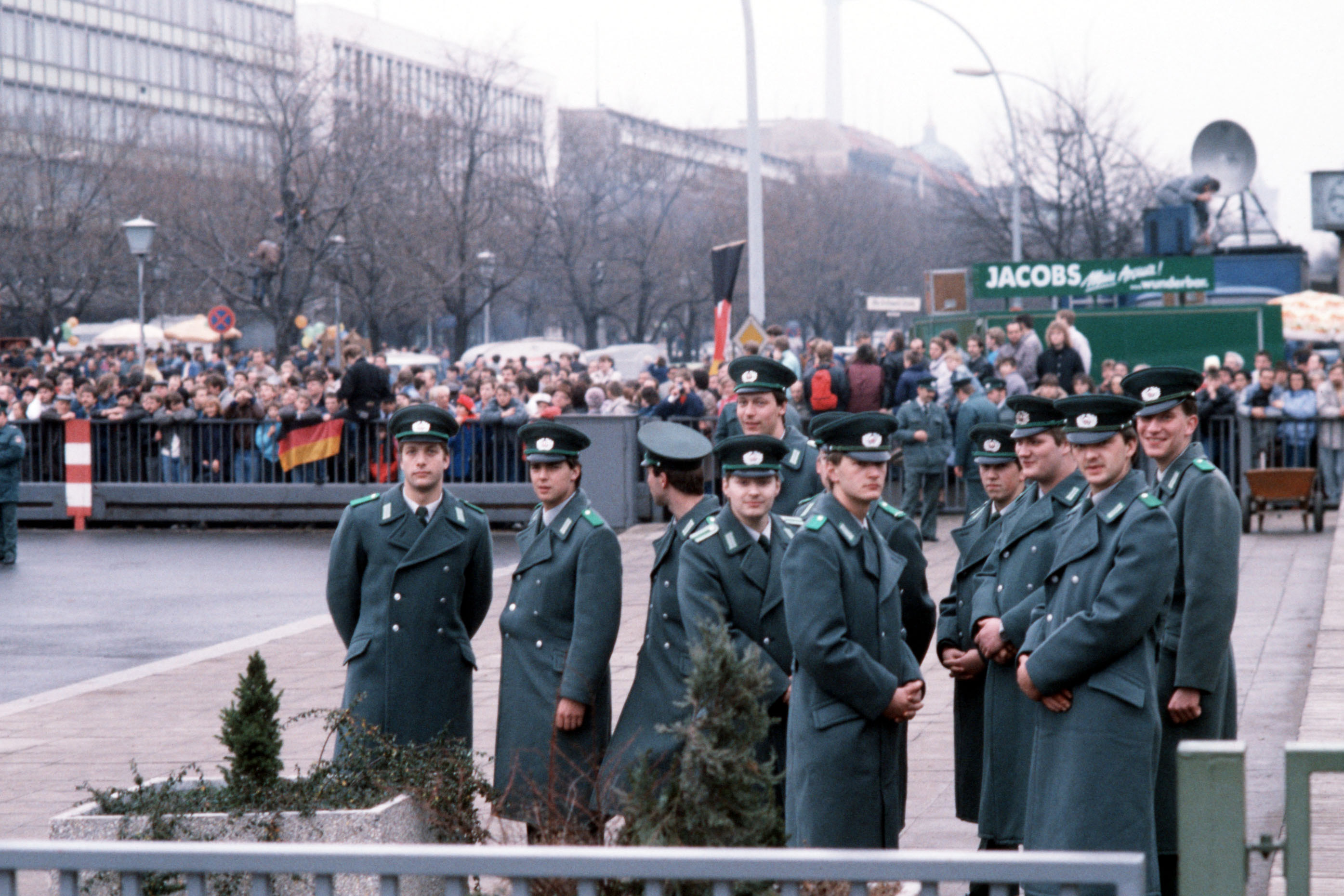
Politiemensen bij de opening van de Brandenburger Tor op 22 december 1989

Het duurde ruim 28 jaar voor de inwoners van Oost-Duitsland zich door de Muur niet meer lieten tegenhouden. In mei 1989 werd in Hongarije het IJzeren Gordijn aan de grens met Oostenrijk geopend. De open grens daar zorgde in korte tijd voor een uitstroom van duizenden 'permanente vakantiegangers'. Er ontstond een ware volksverhuizing via Hongarije, even later ook via de West-Duitse ambassade in het Tsjechische Praag, en daarna ook via andere 'gaten' in het IJzeren Gordijn. Ook de leiding van de DDR, die kort daarvoor nog trots het veertigjarig bestaan van de 'socialistische heilstaat' hadden gevierd, moest de grenzen openen. Het einde van de Muur, en daarmee van de DDR, was onafwendbaar.
De Berlijnse Muur viel op 9 november 1989. Günter Schabowski, een van de hoogste partijleiders in de DDR, hield aan het begin van de avond een bijzondere persconferentie. Het was een unieke gebeurtenis, omdat hij bereid was zonder voorwaarden vooraf vragen van journalisten te beantwoorden. Dit was niet gebruikelijk in de DDR: journalisten kregen altijd van tevoren van de communistische partij te horen wat ze moesten vragen. Zelf vragen bedenken was verboden. In enigszins gebroken Duits stelde een Italiaanse journalist een vraag over een nieuwe reisregeling voor DDR-burgers, waar veel kritiek op was gekomen. Schabowski gaf een ingewikkeld antwoord waarin hij het beleid van de partij verdedigde. Maar toen zei hij plotseling: "Maar vandaag is, voor zover ik weet, een beslissing genomen... We hebben besloten dat iedere DDR-burger de grens over mag." Onmiddellijk volgde de vraag wanneer deze regel in werking zou treden. Schabowski bladerde in zijn papieren, keek op, en zei toen: "Dat geldt - voor zover ik weet - ... vanaf nu.". Het was 18.57 uur.
De verwarring over deze mededeling was groot. En onduidelijk was wat precies de bedoeling was: werd de grens tussen Oost- en West-Duitsland geopend voor alle Oost-Duitsers of gold het hier een regeling voor personen die de DDR voorgoed wilden verlaten? Het laatste bleek het geval, maar de maatregel had pas de volgende dag in werking mogen treden. Hoe groot de verwarring was, bleek op de West-Duitse televisie; in de uitzending van het nieuws van zeven uur die avond verschenen de beelden van Schabowski's mededeling pas als zesde item in de uitzending. Pas om acht uur werd duidelijk wat de gevolgen waren: "De DDR opent de grens!" meldde de nieuwslezer van de Tagesschau. Een televisieverslaggever stond voor een nog steeds hermetisch afgesloten Muur en zei enigszins verbouwereerd: "Dus - als ik het goed begrijp - moet de Muur vannacht open gaan ...". Massaal trokken de Oost-Duitsers naar de Muur om te kijken of ze inderdaad naar West-Berlijn konden. De grenswachten bleken net zo overdonderd als alle anderen, richtlijnen ontbraken. Ze wisten niet wat ze moesten doen, net zomin als het leger en de geheime dienst, de Stasi. Zoals veel van zijn collega's, had de bevelhebber van grensovergang Bornholmer Straße drommen mensen voor zijn hekken staan. Om 23.52 uur nam hij het besluit: “Ze (zijn leidinggevenden) bekijken het maar ... Ik gooi de grens open ... De DDR-burgers zijn vrij.” Kort hierop belde hij met een collega die zijn grensovergang eveneens opende, en al snel volgden er meer. Verbijsterd liepen de Oost-Berlijners naar de andere kant van de grens, waar ze veelal met applaus werden ontvangen.
Het leger (NVA) had gevraagd om toestemming om de grens te verdedigen, maar het enige waar men toestemming voor kreeg was het bewaken van de eigen basis, die het vervolgens dag en nacht bewaakte.
Te midden van een grandioos volksfeest hakten velen een stuk beton uit het bouwwerk. De volgende dag sprak de West-Duitse bondskanselier Helmut Kohl de verenigde Berlijnse bevolking toe. Hij riep op tot kalmte. De oproep was niet alleen gericht aan DDR-burgers, maar ook aan Sovjetleider Gorbatsjov. Het was maar de vraag hoe de Sovjet-Unie zou reageren op de val van de Muur. Maar Moskou liet al snel blijken niet te zullen ingrijpen. De grens was definitief open en de Muur was gevallen.
De val werd tijdens de kerst van 1989 gevierd met een concert onder leiding van Leonard Bernstein. 11 maanden later was de hereniging van Duitsland een feit. In 1991 werden nagenoeg alle fysieke resten van de Muur afgebroken en werden brokken als souvenir verkocht. Enkele restanten staan er vandaag de dag nog, waaronder de "Gedenkstätte Berliner Mauer" en de "East Side Gallery".

## Slachtoffers

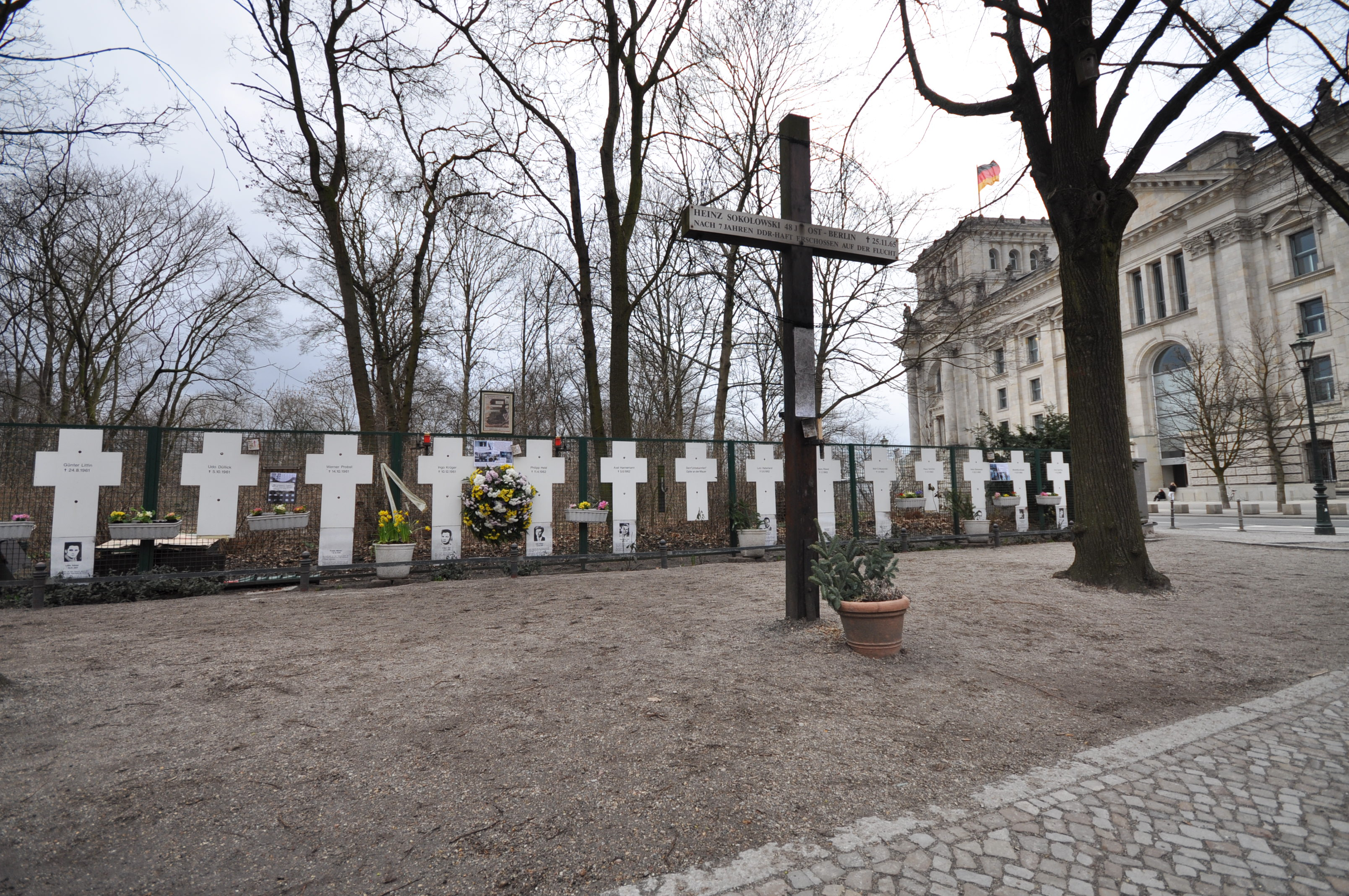
Gedenkteken voor de slachtoffers aan de Ebertstraße

Het aantal dodelijke slachtoffers aan de Berlijnse Muur is niet exact bekend. Een studie uit 2006 kwam tot een aantal van 125 identificeerbare slachtoffers en 81 gevallen waarover twijfel bestond. Volgens de laatste berekeningen van eind 2013 zijn er 138 slachtoffers gevallen aan de Muur. Zij zijn omgekomen bij een poging het vrije Westelijke deel van Berlijn te bereiken. Aan de kant van het Oost-Duitse regime vielen 8 dodelijke slachtoffers door vuurgevechten met (helpers van) vluchtelingen. Daarnaast heeft een aantal militairen van het Oost-Duitse regime bij de Muur zelfmoord gepleegd. Dit aantal is niet verwerkt in de eerder genoemde 138 slachtoffers. Buiten de vluchtelingen maakte de Muur nog andere slachtoffers: 5 West-Berlijnse kinderen tussen 5 en 8 jaar kwamen in de loop van de jaren in het water van de Spree terecht en konden door de West-Berlijnse reddingswerkers niet geholpen worden omdat de rivier ter plekke tot Oost-Berlijn hoorde. West-Berlijnse reddingswerkers liepen daar het risico te worden beschoten. Voordat Oost-Berlijnse hulp ter plaatse was waren de kinderen verdronken. Pas in 1976 kon na jarenlange onderhandelingen een overeenkomst worden bereikt tussen West- en Oost-Berlijn en konden West-Berlijnse hulpverleners in dergelijke situaties in actie komen.

## Restanten

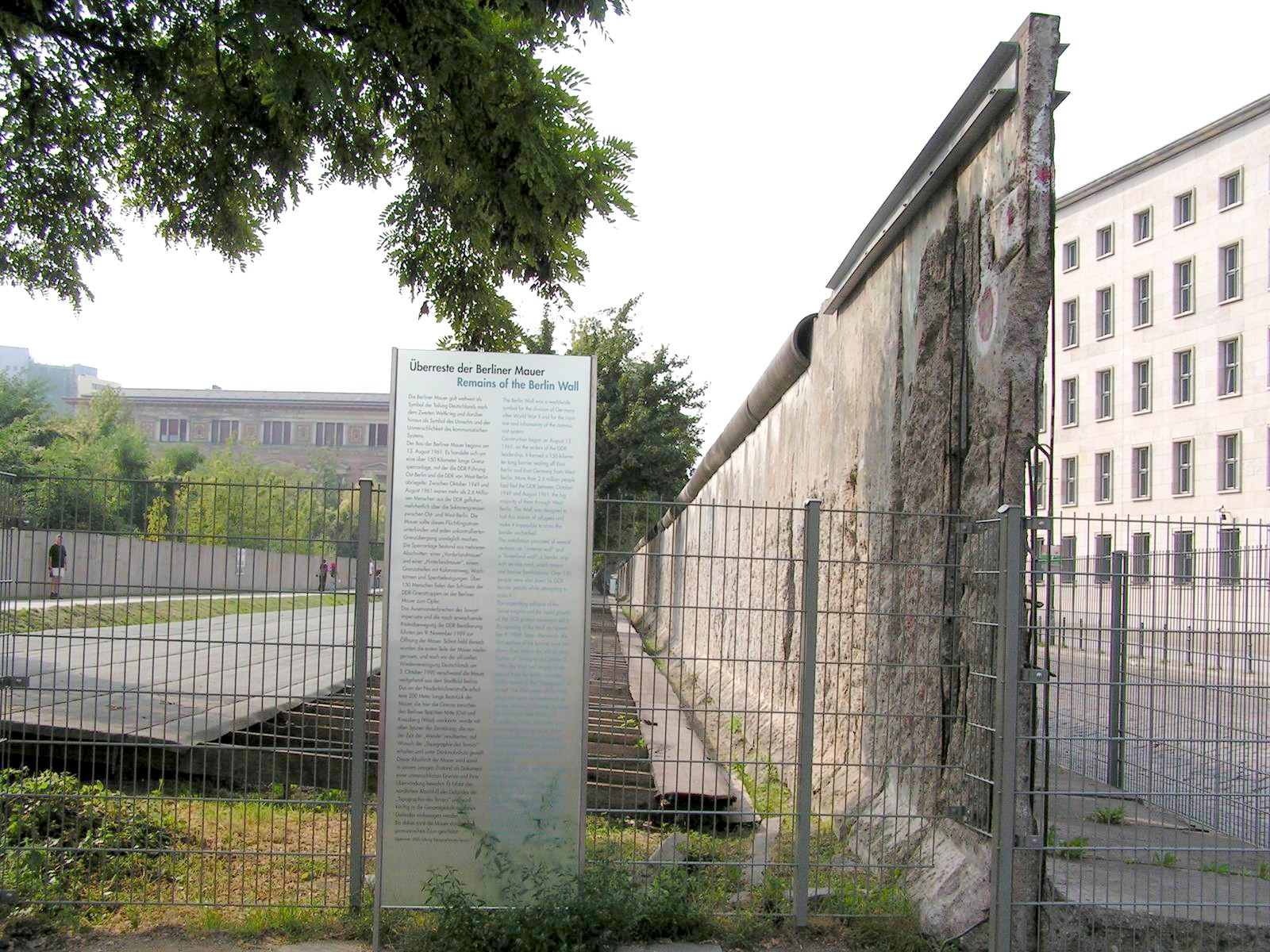
Restant van de Muur aan de Niederkirchnerstraße

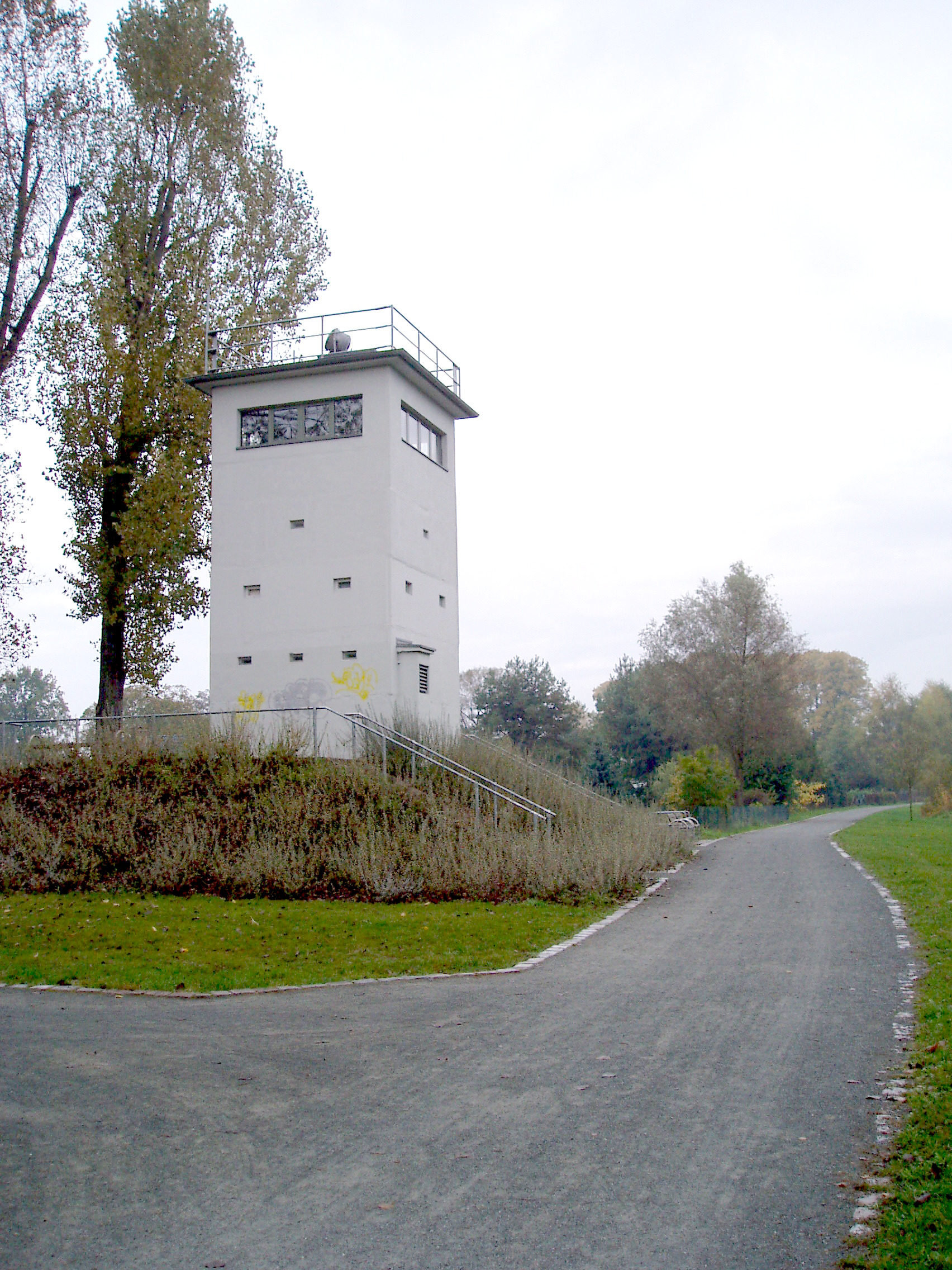
Grenswachttoren in Nieder Neuendorf

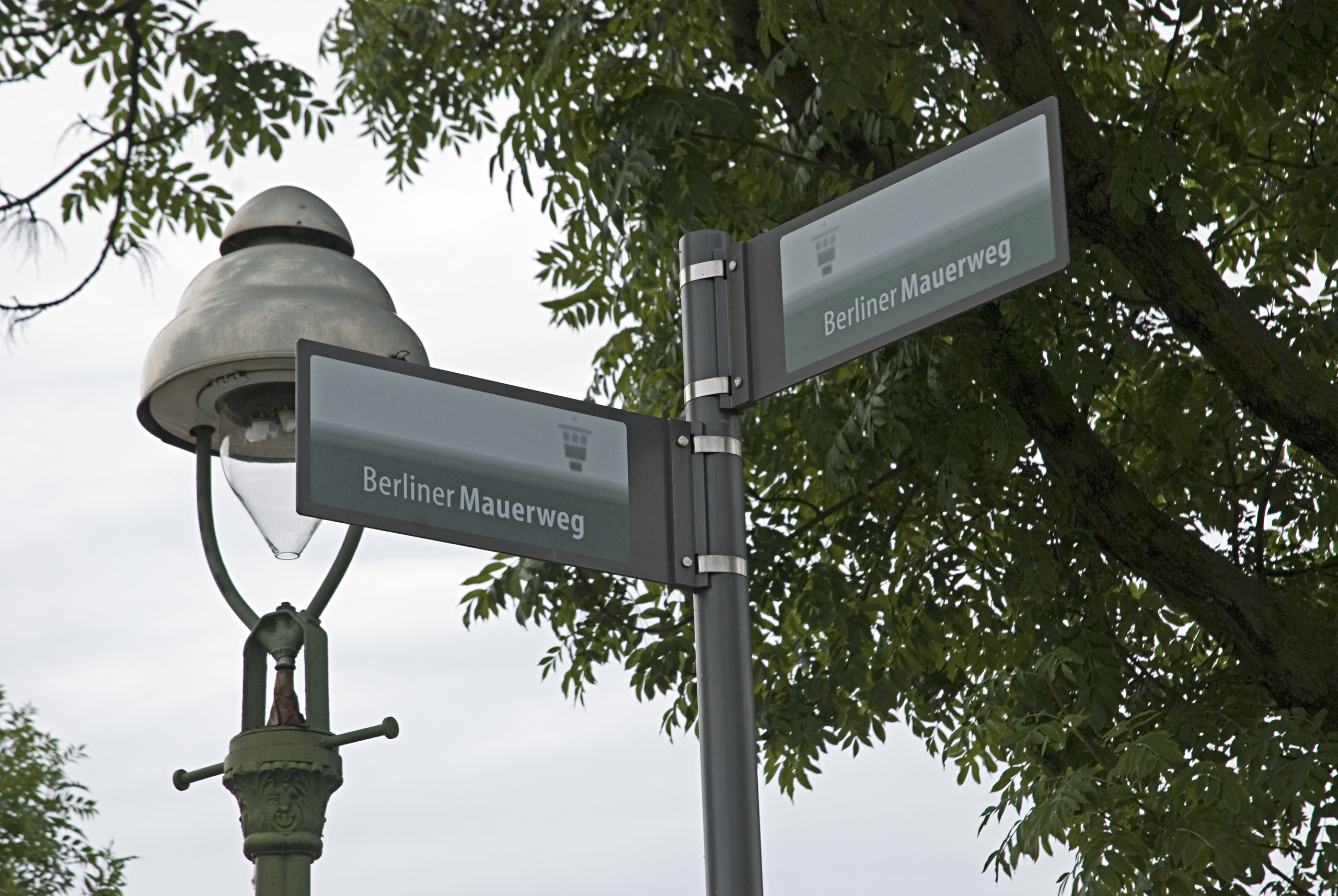
Routeborden van de Berliner Mauerweg

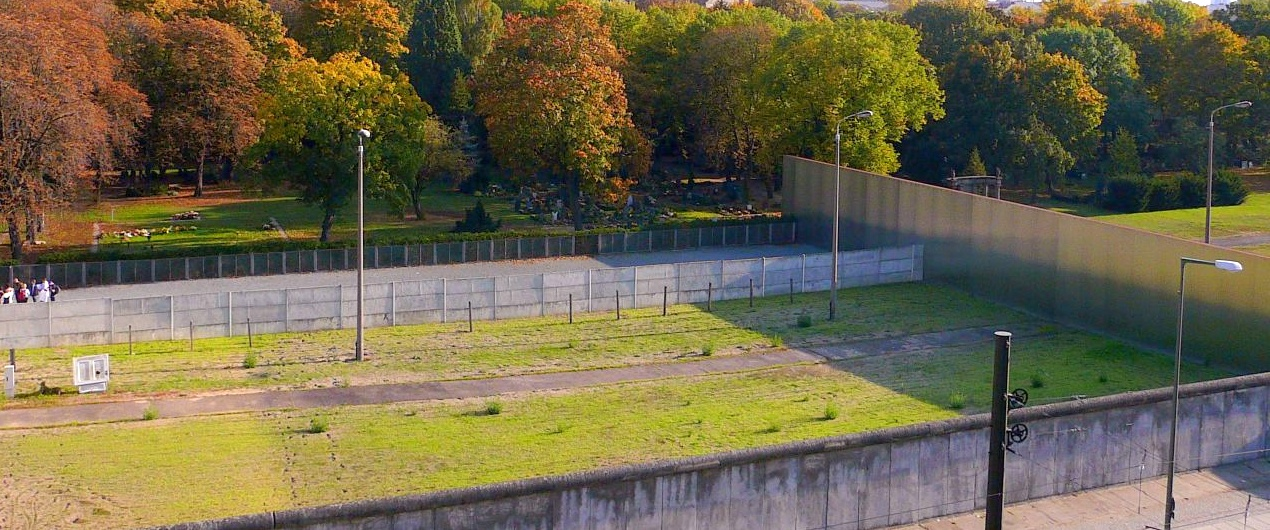
Gedenkstätte Bernauer Straße

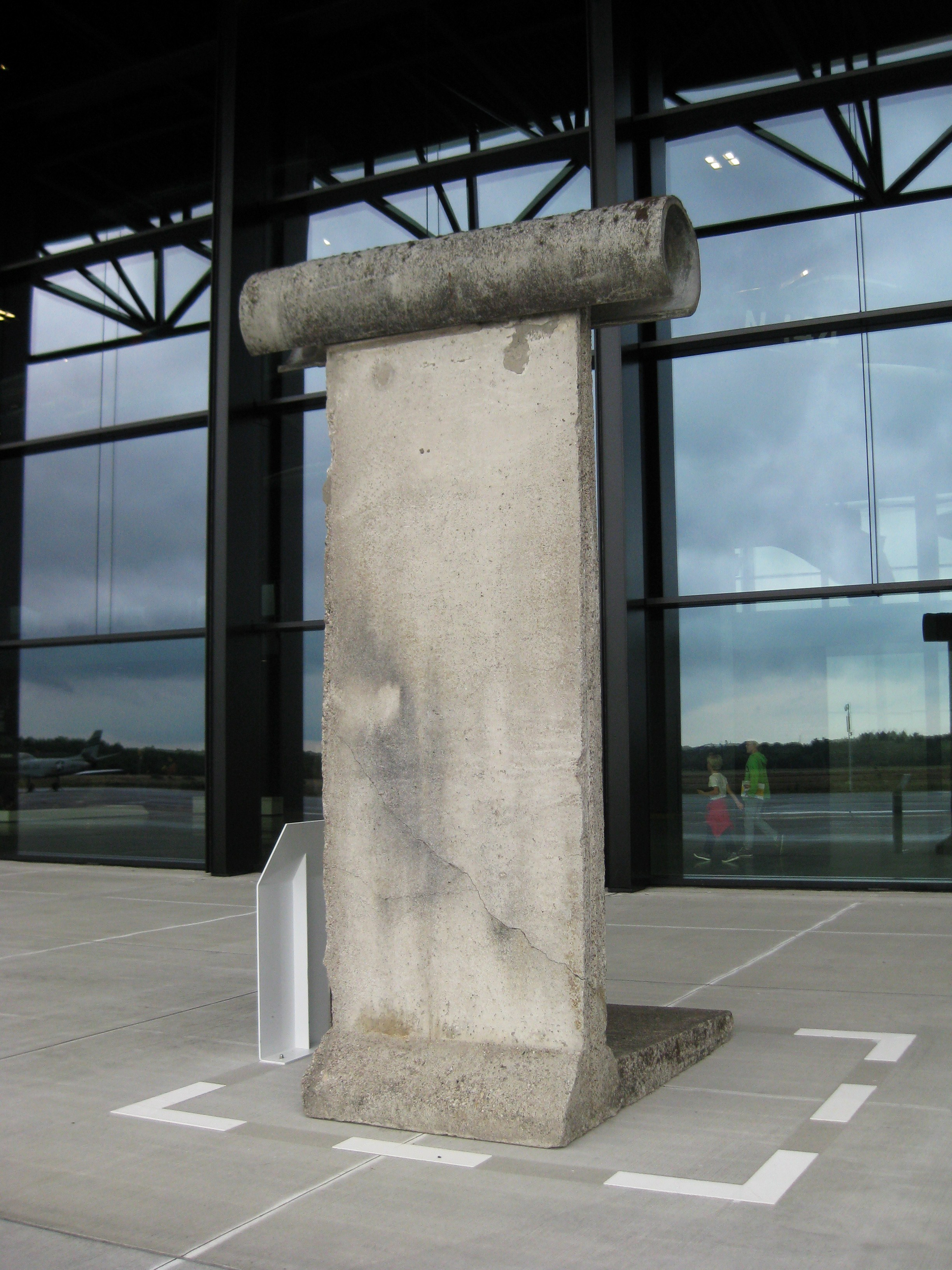
Segment van de Muur in het Nationaal Militair Museum in Soest

### Overblijfselen van de Berlijnse Muur in de stad
Tegenwoordig is zelfs op plaatsen waar delen van de Muur behouden zijn weinig meer te merken van de impact die deze scheiding had. Door het samengroeien van de stad is het verloop van de vroegere grens vrijwel onzichtbaar geworden.
Het bekendste en langste (1316 meter) overgebleven fragment van de Muur staat langs de oever van Spree aan de Mühlenstraße in Friedrichshain, tussen het Ostbahnhof en de Oberbaumbrücke. Omdat de grens zich hier op de andere oever van de rivier bevond, was dit muurdeel geen onderdeel van de buitenmuur, maar van de zogenaamde Hinterland-Mauer, die het grensgebied aan de Oost-Berlijnse zijde afsloot. Een buitenmuur (aan de West-Berlijnse zijde) was er op deze plaats niet, aangezien de Spree een natuurlijke barrière vormde. In 1990 werd het muurfragment door kunstenaars uit meerdere landen beschilderd en kreeg het de naam East Side Gallery. In 1991 kreeg het de monumentenstatus.
Een ander restant van de Muur, in dit geval wel van de buitenmuur, is te vinden aan de Niederkirchnerstraße in Berlin-Mitte, nabij de zetel van het Abgeordnetenhaus, het Berlijnse parlement. Ook dit deel van de Muur staat op de monumentenlijst. De grensbouwwerken bij het Muurmonument in de Bernauer Straße zijn daarentegen niet authentiek, maar werden ter bezichtiging opnieuw gebouwd.
Van de 302 vroegere wachttorens zijn er vijf behouden:
- Bij het Schlesischer Busch in Treptow, nabij de Puschkinallee, staat een toren in de voormalige grenszone achter de Muur, die ter plaatse tot park is omgevormd. De wachttoren is ingericht als museum van verboden kunst.
- In de Kieler Straße in Berlin-Mitte is een voormalige wachttoren inmiddels aan drie zijden omgeven door nieuwbouw.
- In de Stresemannstraße, nabij de Potsdamer Platz, staat de enige overgebleven bewakingstoren van het slankere type. Deze toren staat echter niet meer op zijn oorspronkelijke plaats, aangezien hij in verband met bouwwerkzaamheden in de omgeving een aantal meter werd verplaatst.
- Iets ten zuiden van Nieder Neuendorf, in de Brandenburgse stad Hennigsdorf, bevindt zich in een voormalige wachttoren een permanente tentoonstelling over de geschiedenis van de grenswerken tussen de beide Duitse staten.
- Bij Hohen Neuendorf bevindt zich een toren in een heraangeplant bosgebied, dat ooit tot de grenszone behoorde. De toren en het omringende gebied worden gebruikt door de Deutsche Waldjugend.

In de jaren 1990 ontwikkelde de Berlijnse politiek een aantal plannen om het verloop van de Muur in het stadsbeeld zichtbaar te maken. Tot de ideeën die de revue passeerden behoorden rijen kinderkopjes in het plaveisel, bronzen banden en veelkleurige strepen, die de locatie van zowel de echte Muur als de Hinterland-Mauer zouden markeren. Het Berlijnse parlement besloot alle drie de varianten op proef uit te voeren op korte stukken. De kinderkopjes kregen uiteindelijk de voorkeur, waarna met name in het centrum van de stad ongeveer acht kilometer van de voormalige Muur door een dubbele rij stenen werd gemarkeerd.

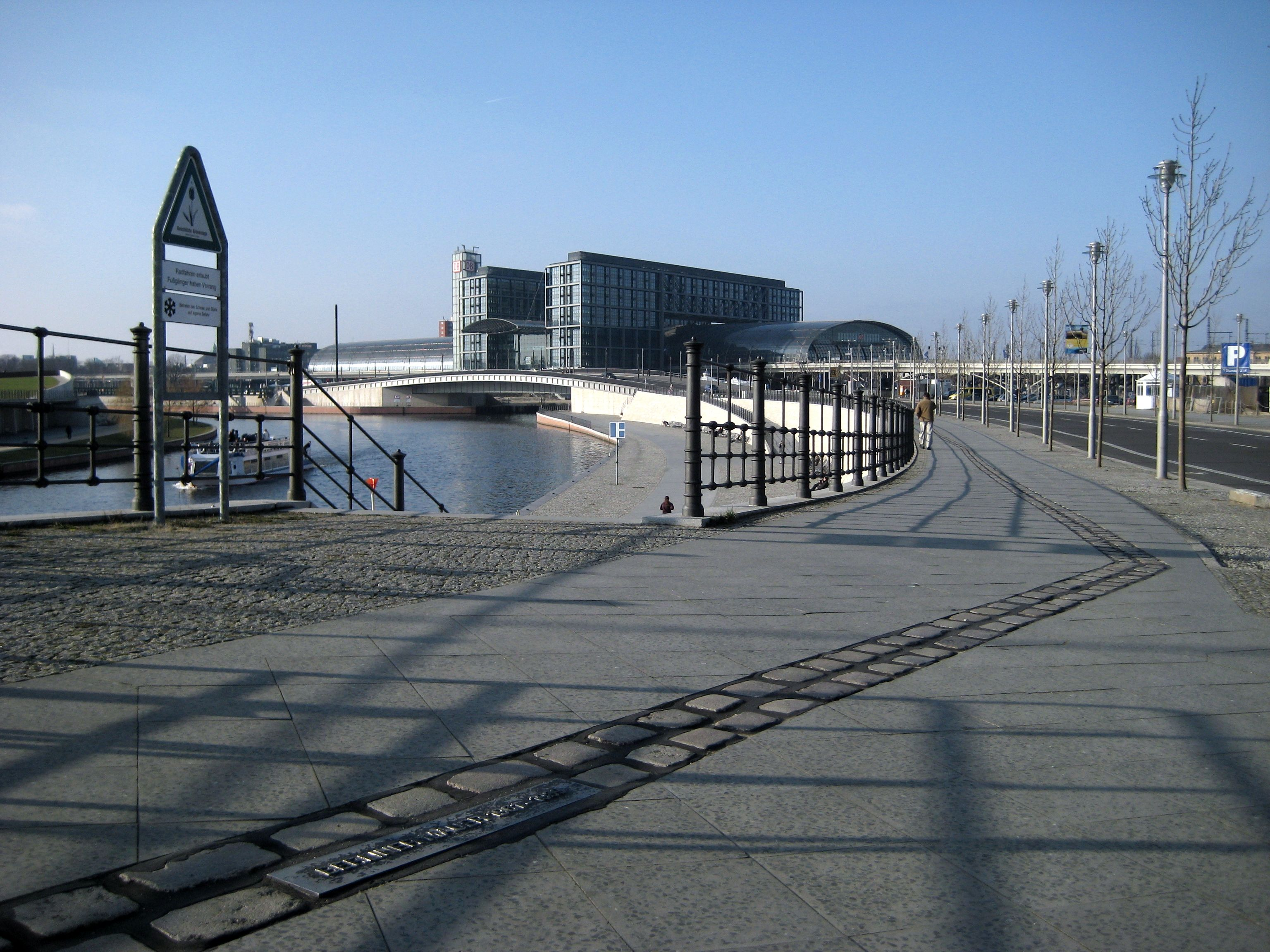
Kapelleufer
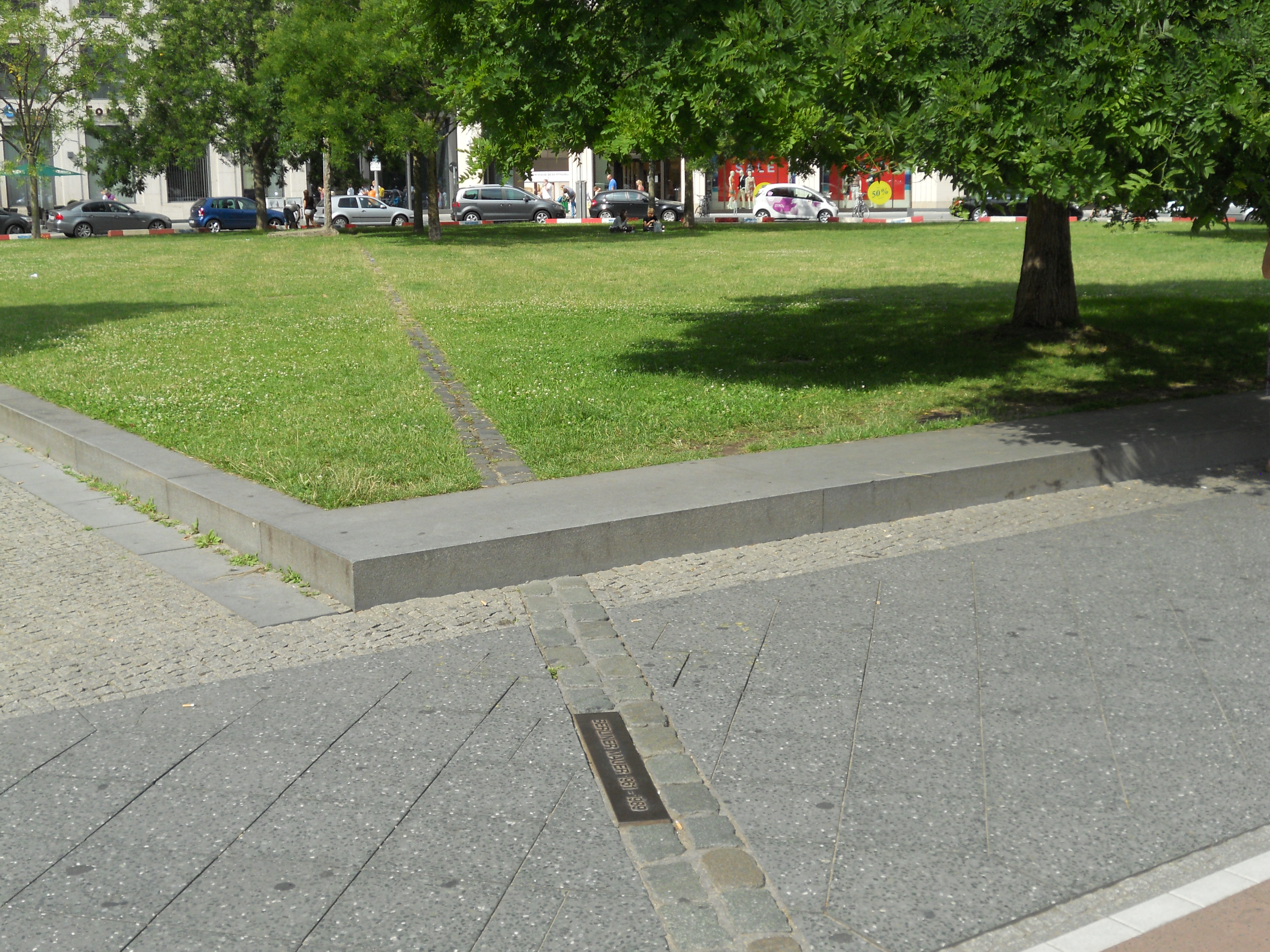
Potsdamer Platz
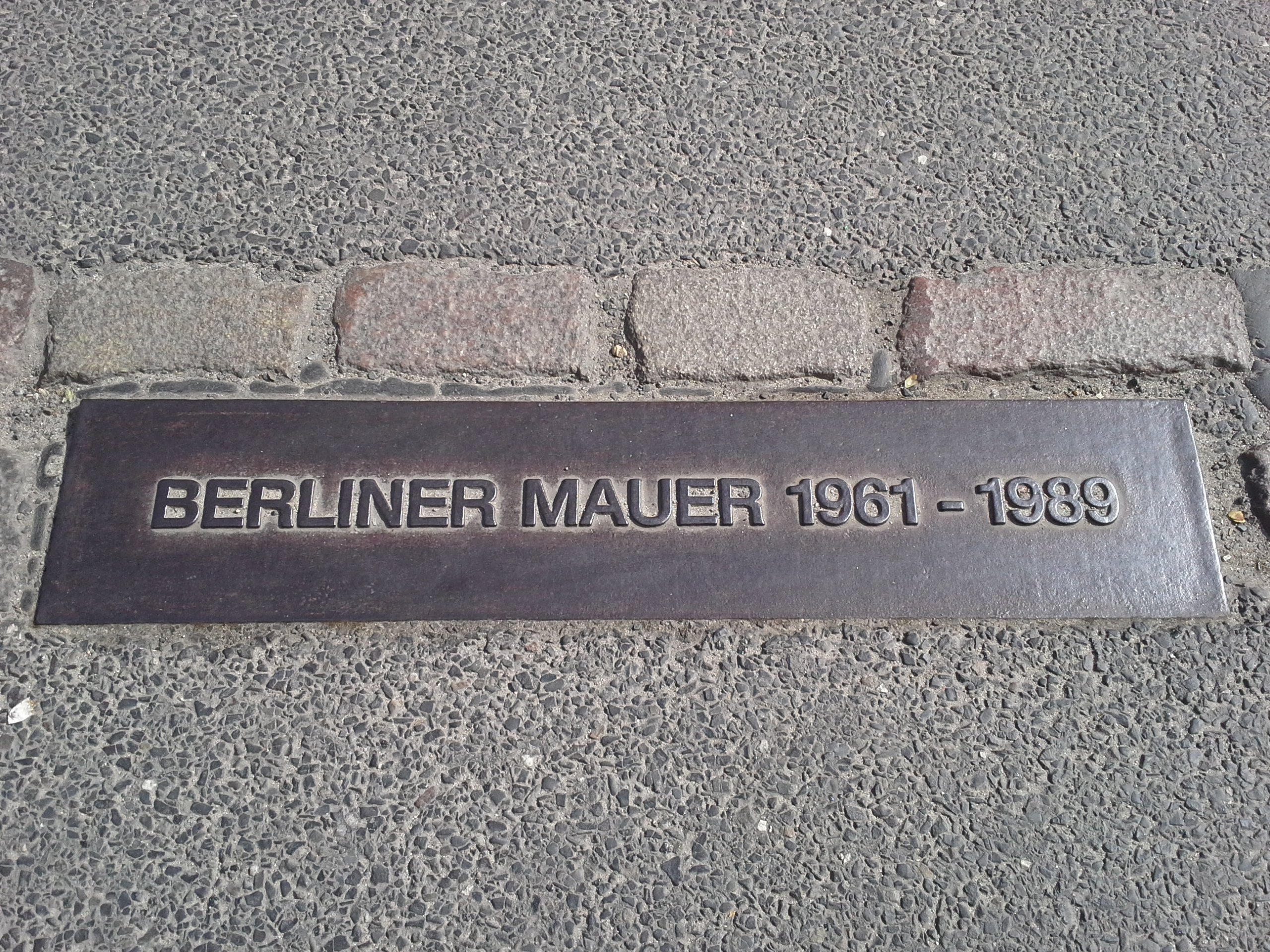
Stresemannstraße-Köthener Straße

### Berliner Mauerweg
De Berliner Mauerweg is een fiets- en wandelroute in Berlijn. De weg geeft aan waar vroeger de Muur is geweest. De route is in 2005 afgewerkt en heeft een lengte van 160 km. De Berliner Mauerweg is tegenwoordig een bezienswaardigheid voor vele toeristen van over de hele wereld.

### Monumenten

#### Muurmuseum in het Haus am Checkpoint Charlie
Het Muurmuseum bij Checkpoint Charlie werd in 1963 direct aan de toenmalige grens gestart door de historicus Rainer Hildebrandt. Het wordt door de Arbeitsgemeinschaft 13. August geëxploiteerd en behoort tot de meestbezochte musea in Berlijn. Het museum maakt het systeem van de grensbeveiliging aan de Berlijnse Muur aanschouwelijk en documenteert geslaagde vluchtpogingen en de gebruikte middelen, zoals heteluchtballonnen, vluchtauto's, kabelbanen en een mini-onderzeeër. De huidige leidinggevende van het museum is Alexandra Hildebrandt, de weduwe van de oprichter.

#### Muurmonumenten in de Bernauer Straße
Sinds het einde van de jaren negentig staat aan de Bernauer Straße tussen de voormalige districten Wedding en Mitte een ensemble van monumenten ter herinnering aan de Berlijnse Muur. Het omvat de Gedenkstätte Berliner Mauer, het documentatiecentrum Berlijnse Muur, alsmede de Kapelle der Versöhnung ('Verzoeningskapel'). Ook is er een kleine tentoonstelling in het nabijgelegen metrostation. Dit station was ten tijde van de Berlijnse Muur een spookstation.

### Overblijfselen elders
Een fragment van de Berlijnse muur, deel 28/40 van de Potsdamer Platz, werd door Berlijn geschonken aan de Albanese hoofdstad Tirana. In 2013 werd het fragment in Tirana neergezet, aan de Rruga Ismael Qemali, als onderdeel van de gedenkplaats Post-bllok, die herinnert aan de isolatie van Albanië van de rest van de wereld, ten tijde van het communistisch regime in de 20ste eeuw.